# Puchar CEV siatkarek (1987/1988)
Puchar CEV siatkarek 1987/1988 – 8. sezon turnieju rozgrywanego od 1980 roku, organizowanego przez Europejską Konfederację Piłki Siatkowej (CEV) w ramach europejskich pucharów dla żeńskich klubowych zespołów siatkarskich "starego kontynentu".

## Drużyny uczestniczące
- AMN Zaanham
- Lille VC
- 1. VC Schwerte
- Ionikos Ateny
- Kyle VC
- Stade Francais
- Emlak Kredi Bankasi Ankara
- Paloma Branik Maribor
- VC Temse Dames
- Vila Real
- KFUM Oslo
- VVC Gevamij
- Sporting CP
- BTV Lucerna
- ZAON Zirinios
- Apoel Limassol
- Yoghi Ancona
- Braglia Reggio Emilia
- Vupik Vukovar
- Arçelik Stambuł
- Dunav Russe
- Deco Denderhoutem
- USC Münster

## Rozgrywki

### Runda wstępna
| Data       | Drużyna 1                  | Wynik | Drużyna 2             | Sety                     |
| ---------- | -------------------------- | ----- | --------------------- | ------------------------ |
| 06.11.1987 | AMN Zaanham                | 3:0   | Lille VC              | 15:5, 15:8, 15:7         |
| 13.11.1987 | AMN Zaanham                | 3:0   | Lille VC              |                          |
| 13.11.1987 | 1. VC Schwerte             | 3:0   | Ionikos Ateny         |                          |
| 14.11.1987 | 1. VC Schwerte             | 3:0   | Ionikos Ateny         |                          |
| 06.11.1987 | Kyle VC                    | 1:3   | Stade Francais        |                          |
| 13.11.1987 | Kyle VC                    | 0:3   | Stade Francais        | 1:15, 8:15, 13:15        |
| 06.11.1987 | Beer Sheva                 | 0:3   | Wustenrot Salzburg    |                          |
| 13.11.1987 | Beer Sheva                 | 0:3   | Wustenrot Salzburg    |                          |
| 06.11.1987 | Emlak Kredi Bankasi Ankara | 3:0   | Paloma Branik Maribor |                          |
| 14.11.1987 | Emlak Kredi Bankasi Ankara | 1:3   | Paloma Branik Maribor |                          |
| 08.11.1987 | Temse Dames VC             | 3:0   | Vila Real             | 15:2, 15:3, 15:9         |
| 13.11.1987 | Temse Dames VC             | :     | Vila Real             |                          |
| 07.11.1987 | KFUM Oslo                  | 0:3   | VVC Gevamij           | 5:15, 12:15, 5:15        |
| 14.11.1987 | KFUM Oslo                  | 1:3   | VVC Gevamij           | 15:11, 7:15, 9:15, 14:16 |
| 06.11.1987 | Sporting Lizboa            | 0:3   | BTV Lucerna           | 3:15, 9:15, 12:15        |
| 13.11.1987 | Sporting Lizboa            | 0:3   | BTV Lucerna           | 4:15, 4:15, 10:15        |
| 06.11.1987 | ZAON Zirinios              | 3:0   | Apoel Limassol        |                          |
| 13.11.1987 | ZAON Zirinios              | :     | Apoel Limassol        |                          |

### 1/8 finału
| Data       | Drużyna 1                  | Wynik | Drużyna 2      | Sety                            |
| ---------- | -------------------------- | ----- | -------------- | ------------------------------- |
| 06.12.1987 | AMN Zaanham                | 3:1   | Yoghi Ancona   | 15:10, 15:9, 11:15, 15:6        |
| 13.12.1987 | AMN Zaanham                | 0:3   | Yoghi Ancona   |                                 |
| 05.12.1987 | Wustenrot Salzburg         | 2:3   | 1. VC Schwerte |                                 |
| 13.12.1987 | Wustenrot Salzburg         | 1:3   | 1. VC Schwerte | 15:11, 9:15, 15:2, 15:7         |
| 05.12.1987 | Braglia Reggio Emilia      | 3:0   | Vupik Vukovar  | 15:4, 15:8, 15:5                |
| 12.12.1987 | Braglia Reggio Emilia      | 3:1   | Vupik Vukovar  |                                 |
| 13.12.1987 | VVC Gevamij                | 3:0   | ZAON Zirinios  |                                 |
| 13.12.1987 | VVC Gevamij                | 2:3   | ZAON Zirinios  |                                 |
| 05.12.1987 | Emlak Kredi Bankasi Ankara | 3:0   | Stade Francais |                                 |
| 12.12.1987 | Emlak Kredi Bankasi Ankara | 3:1   | Stade Francais |                                 |
| 07.12.1987 | Arçelik Stambuł            | 0:3   | VC Temse Dames |                                 |
|            | Arçelik Stambuł            | 1:3   | VC Temse Dames | 7:15, 15:10 3:15, 13:15         |
| 06.12.1987 | Dunav Russe                | 3:0   | BTV Lucerna    | 15:7, 15:8, 15:10               |
| 13.12.1987 | Dunav Russe                | 2:3   | BTV Lucerna    | 15:12, 15:6, 12:15, 16:18, 2:15 |
|            | Deco Denderhoutem          | :     | USC Münster    |                                 |
|            | Deco Denderhoutem          | :     | USC Münster    |                                 |

### 1/4 finału
| Data       | Drużyna 1                  | Wynik | Drużyna 2             | Sety                           |
| ---------- | -------------------------- | ----- | --------------------- | ------------------------------ |
| 13.01.1988 | 1. VC Schwerte             | 0:3   | Yoghi Ancona          |                                |
| 20.01.1988 | 1. VC Schwerte             | 0:3   | Yoghi Ancona          |                                |
| 13.01.1988 | VVC Gevamij                | 0:3   | Braglia Reggio Emilia | 15:5, 15:13, 15:5              |
| 20.01.1988 | VVC Gevamij                | 0:3   | Braglia Reggio Emilia | 15:2, 15:7, 15:7               |
| 10.01.1988 | Emlak Kredi Bankasi Ankara | 3:2   | Temse Dames VC        |                                |
| 20.01.1988 | Emlak Kredi Bankasi Ankara | 3:2   | Temse Dames VC        | 15:10, 15:9, 13:15, 9:15, 7:15 |
| 13.01.1988 | Dunav Russe                | 3:0   | USC Münster           | 15:3, 15:5, 16:14              |
| 20.01.1988 | Dunav Russe                | 3:2   | USC Münster           |                                |

### Turniej finałowy
Ankara

#### Mecze o rozstawienie
| Data       | Drużyna 1                  | Wynik | Drużyna 2             | Sety                             |
| ---------- | -------------------------- | ----- | --------------------- | -------------------------------- |
| 13.02.1988 | Yoghi Ancona               | 3:2   | Braglia Reggio Emilia | 16:14, 12:15, 13:15, 15:9, 18:16 |
| 13.02.1988 | Emlak Kredi Bankasi Ankara | 3:1   | Dunav Russe           | 15:10, 4:15, 15:10, 15:6         |

#### Półfinał
| Data       | Drużyna 1             | Wynik | Drużyna 2                  | Sety                    |
| ---------- | --------------------- | ----- | -------------------------- | ----------------------- |
| 14.02.1988 | Yoghi Ancona          | 3:0   | Dunav Russe                | 15:13, 15:8, 15:6       |
| 14.02.1988 | Braglia Reggio Emilia | 3:1   | Emlak Kredi Bankasi Ankara | 15:7, 10:15, 15:9, 15:6 |

#### Mecz o 3. miejsce
| Data       | Drużyna 1                  | Wynik | Drużyna 2   | Sety                    |
| ---------- | -------------------------- | ----- | ----------- | ----------------------- |
| 15.02.1988 | Emlak Kredi Bankasi Ankara | 3:1   | Dunav Russe | 15:7, 15:6, 10:15, 15:5 |

#### Finał
| Data       | Drużyna 1    | Wynik | Drużyna 2             | Sety                             |
| ---------- | ------------ | ----- | --------------------- | -------------------------------- |
| 15.02.1988 | Yoghi Ancona | 3:2   | Braglia Reggio Emilia | 15:11, 12:15, 15:6, 12:15, 15:10 |

## Klasyfikacja końcowa
| Miejsce | Drużyna                    |
| ------- | -------------------------- |
| złoto   | Yoghi Ancona               |
| srebro  | Braglia Reggio Emilia      |
| brąz    | Emlak Kredi Bankasi Ankara |
| 4.      | Dunav Russe                |